# پهنه زیردارمرز کوه‌های راکی

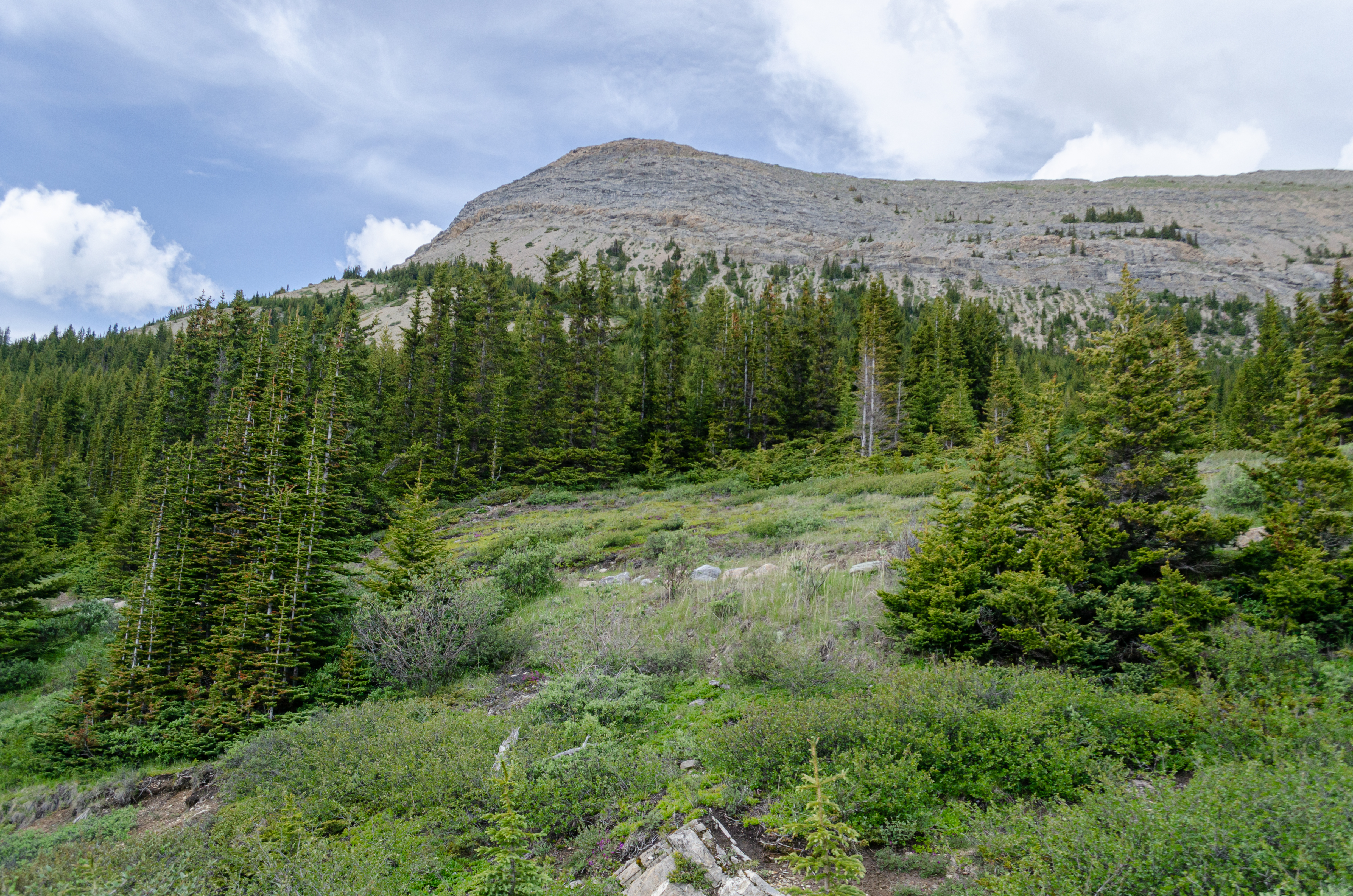
جنگل صنوبر در رشته‌کوه‌های راکی کانادا

منطقه زیردارمرز کوه‌های راکی (به انگلیسی: Rocky Mountains subalpine zone) منطقه زیستی است که بلافاصله زیر خط دارمرز در کوه‌های راکی در آمریکای شمالی قرار دارد. در شمال نیومکزیکو، منطقه زیردارمرز ارتفاعات تقریباً از ۹٬۰۰۰ تا ۱۲٬۰۰۰ فوت (۲٬۷۰۰ تا ۳٬۷۰۰ متر) را اشغال می‌پوشاند؛ در حالی که در شمال آلبرتا، منطقه زیرآلپی از ۱٬۳۵۰ تا ۲٬۳۰۰ متر (۴٬۴۰۰ تا ۷٬۵۰۰ فوت) گسترش می‌یابد.